# 2012年のNBAドラフト
2012年のNBAドラフトは、2012年6月28日にニュージャージー州ニューアークにあるプルデンシャル・センターにおいて開催された。2012年5月30日に行われた抽選によってニューオーリンズ・ホーネッツが全体1位指名権を獲得。

## ドラフト指名

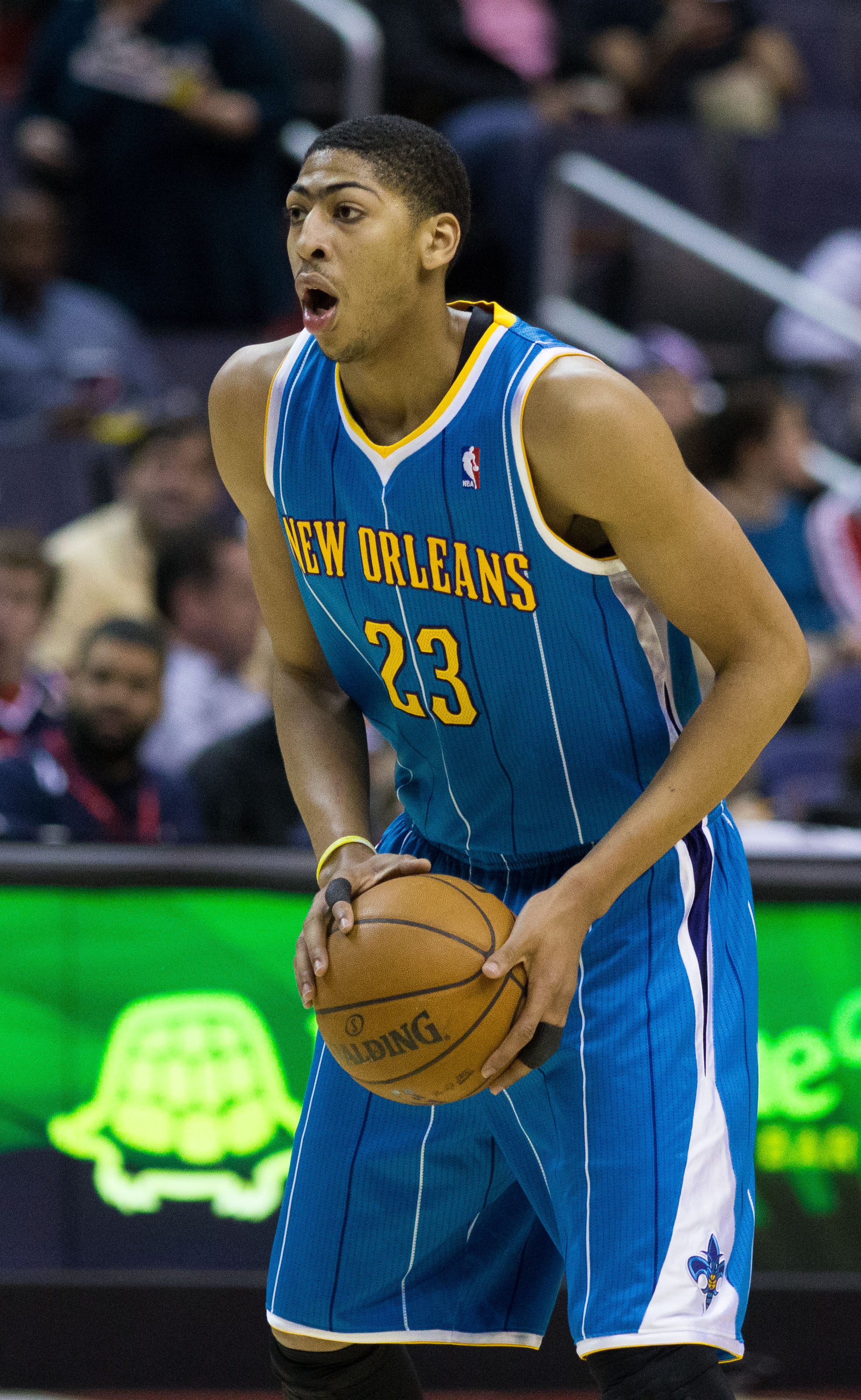
アンソニー・デイビスは全体1位でニューオーリンズ・ホーネッツに指名された

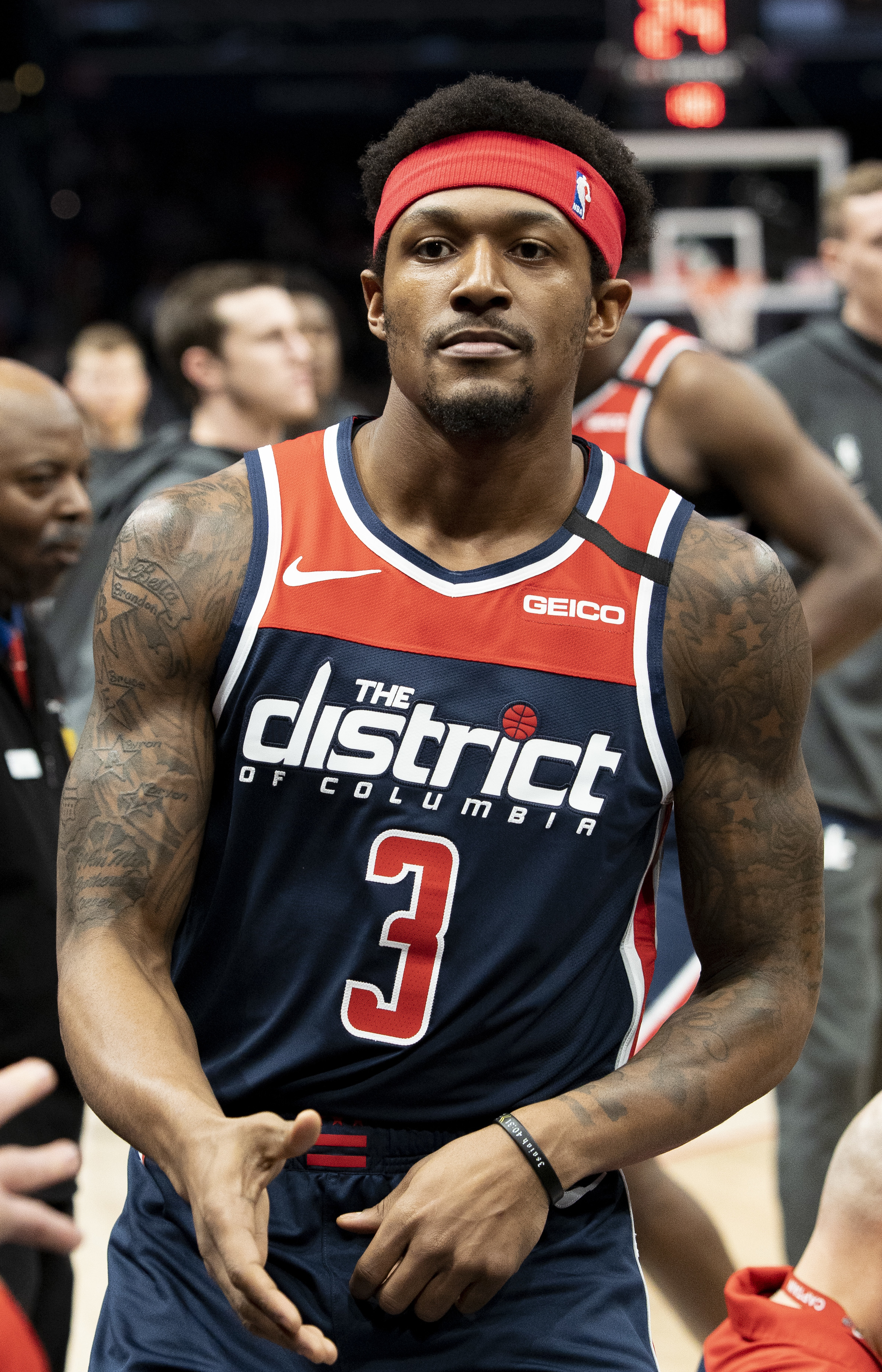
ブラッドリー・ビールは全体3位でワシントン・ウィザーズに指名された

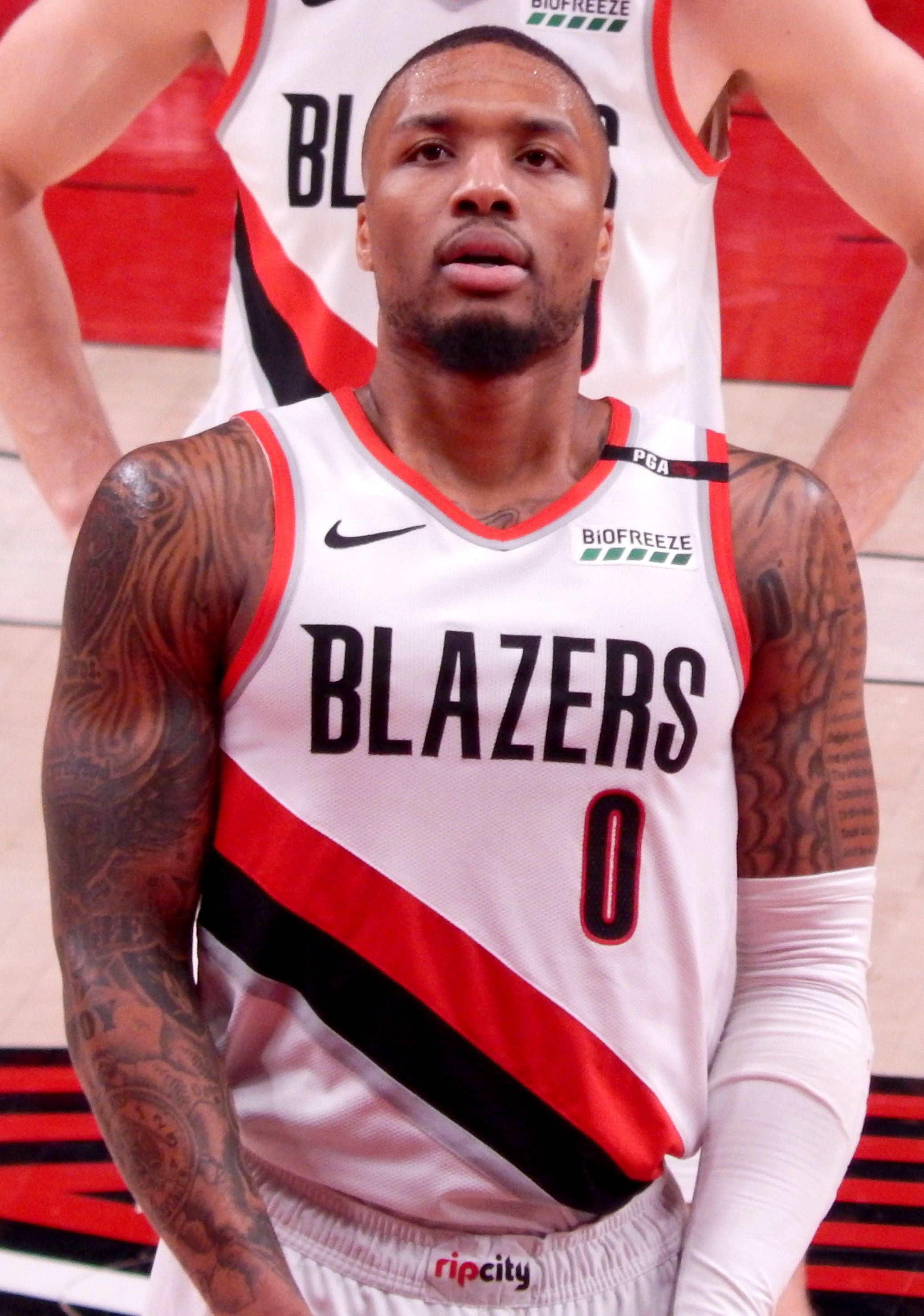
デイミアン・リラードは全体6位でポートランド・トレイルブレイザーズに指名された

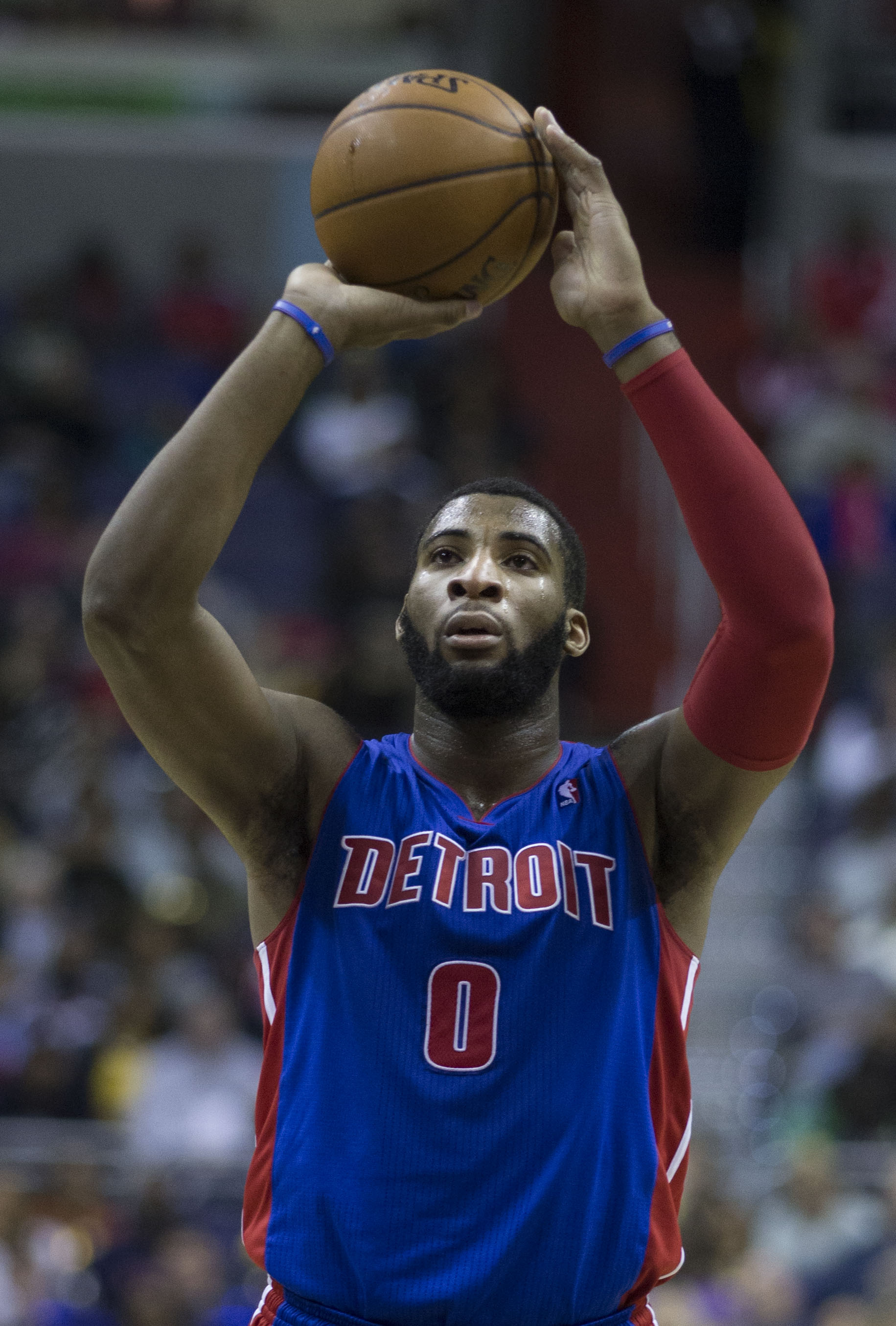
アンドレ・ドラモンドは全体9位でデトロイト・ピストンズに指名された

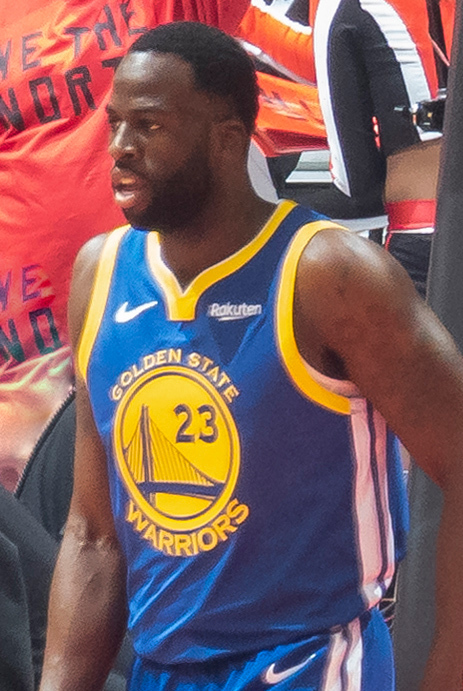
ドレイモンド・グリーンは全体35位でゴールデンステート・ウォリアーズに指名された

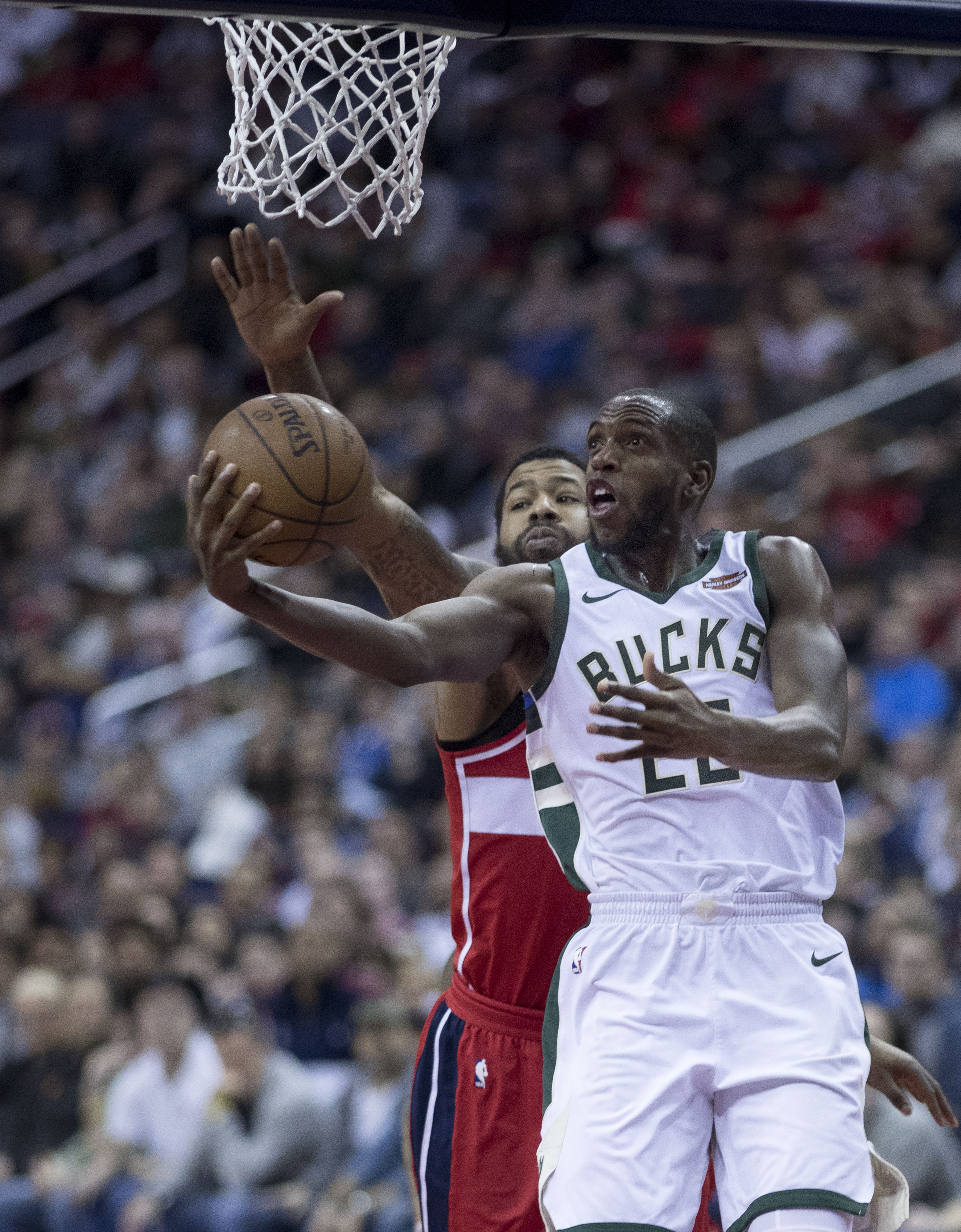
クリス・ミドルトンは全体39位でデトロイト・ピストンズに指名された

| PG | ポイントガード | SG | シューティングガード | SF | スモールフォワード | PF | パワーフォワード | C | センター |

| * | バスケットボール殿堂入り      |
| ^ | 現役プレーヤー                |
| S | NBAオールスター               |
| A | オールNBAチーム               |
| R | NBAオールルーキーチーム       |
| D | NBAオールディフェンシブチーム |
| C | NBAチャンピオン               |
| F | ファイナルMVP                 |
| # | NBAでのプレー経験なし         |
| M | シーズンMVP                   |

### 1巡目
| 指名順 | 選手名                              | 経歴      | 国籍                        | 指名チーム                                                                            | 出身校など                         |
| ------ | ----------------------------------- | --------- | --------------------------- | ------------------------------------------------------------------------------------- | ---------------------------------- |
| 1      | アンソニー・デイビス (PF)           | S A R D C | アメリカ合衆国              | ニューオーリンズ・ホーネッツ                                                          | ケンタッキー大学                   |
| 2      | マイケル・キッド＝ギルクリスト (SF) | R         | アメリカ合衆国              | シャーロット・ボブキャッツ                                                            | ケンタッキー大学                   |
| 3      | ブラッドリー・ビール (SG)           | S A R     | アメリカ合衆国              | ワシントン・ウィザーズ                                                                | フロリダ大学                       |
| 4      | ディオン・ウェイターズ (SG)         | R C       | アメリカ合衆国              | クリーブランド・キャバリアーズ                                                        | シラキュース大学                   |
| 5      | トーマス・ロビンソン (PF)           |           | アメリカ合衆国              | サクラメント・キングス                                                                | カンザス大学                       |
| 6      | デイミアン・リラード ROY (PG)       | S A R     | アメリカ合衆国              | ポートランド・トレイルブレイザーズ（ブルックリンから）                                | ウィーバー州立大学                 |
| 7      | ハリソン・バーンズ (SF)             | R C       | アメリカ合衆国              | ゴールデンステート・ウォリアーズ                                                      | ノースカロライナ大学               |
| 8      | テレンス・ロス (SG)                 |           | アメリカ合衆国              | トロント・ラプターズ                                                                  | ワシントン大学                     |
| 9      | アンドレ・ドラモンド (C)            | S A R     | アメリカ合衆国              | デトロイト・ピストンズ                                                                | コネチカット大学                   |
| 10     | オースティン・リバース (SG)         |           | アメリカ合衆国              | ニューオーリンズ・ホーネッツ （ミネソタからロサンゼルス・クリッパーズを経由して）     | デューク大学                       |
| 11     | メイヤーズ・レナード (C)            |           | アメリカ合衆国              | ポートランド・トレイルブレイザーズ                                                    | イリノイ大学                       |
| 12     | ジェレミー・ラム (SG)               |           | アメリカ合衆国              | ヒューストン・ロケッツ（ミルウォーキーから）→ オクラホマシティにトレード              | コネチカット大学                   |
| 13     | ケンドール・マーシャル (PG)         |           | アメリカ合衆国              | フェニックス・サンズ                                                                  | ノースカロライナ大学               |
| 14     | ジョン・ヘンソン (PF)               |           | アメリカ合衆国              | ミルウォーキー・バックス（ヒューストンから）                                          | ノースカロライナ大学               |
| 15     | モーリス・ハークレス (SF)           |           | アメリカ合衆国 プエルトリコ | フィラデルフィア・セブンティシクサーズ→オーランドにトレード                           | セント・ジョンズ大学               |
| 16     | ロイス・ホワイト (PF)               |           | アメリカ合衆国              | ヒューストン・ロケッツ（ニューヨークから）                                            | アイオワ州立大学                   |
| 17     | タイラー・ゼラー (C)                | R         | アメリカ合衆国              | ダラス・マーベリックス→クリーブランドにトレード                                       | ノースカロライナ大学               |
| 18     | テレンス・ジョーンズ (PF)           |           | アメリカ合衆国              | ヒューストン・ロケッツ（ユタからミネソタを経由して）                                  | ケンタッキー大学                   |
| 19     | アンドリュー・ニコルソン (PF)       |           | カナダ                      | オーランド・マジック                                                                  | セント・ボナベンチャー大学         |
| 20     | エバン・フォーニエ (SG)             |           | フランス                    | デンバー・ナゲッツ                                                                    | ポアチエ・バスケット86（フランス） |
| 21     | ジャレッド・サリンジャー (PF)       |           | アメリカ合衆国              | ボストン・セルティックス                                                              | オハイオ州立大学                   |
| 22     | ファブ・メロ (C)                    |           | ブラジル                    | ボストン・セルティックス （ロサンゼルス・クリッパーズからオクラホマシティを経由して） | シラキュース大学                   |
| 23     | ジョン・ジェンキンス (SG)           |           | アメリカ合衆国              | アトランタ・ホークス                                                                  | ヴァンダービルト大学               |
| 24     | ジャレッド・カニンガム (SG)         |           | アメリカ合衆国              | クリーブランド・キャバリアーズ（ロサンゼルス・レイカーズから） →ダラスにトレード      | オレゴン州立大学                   |
| 25     | トニー・ローテン (PG)               |           | アメリカ合衆国              | メンフィス・グリズリーズ                                                              | ワシントン大学                     |
| 26     | マイルズ・プラムリー (C)            |           | アメリカ合衆国              | インディアナ・ペイサーズ                                                              | デューク大学                       |
| 27     | アーネット・モルトリー (PF)         |           | アメリカ合衆国              | マイアミ・ヒート→フィラデルフィアにトレード                                           | ミシシッピ州立大学                 |
| 28     | ペリー・ジョーンズ (PF)             |           | アメリカ合衆国              | オクラホマシティ・サンダー                                                            | ベイラー大学                       |
| 29     | マーキス・ティーグ (PG)             |           | アメリカ合衆国              | シカゴ・ブルズ                                                                        | ケンタッキー大学                   |
| 30     | フェスタス・エジーリ C)             | C         | ナイジェリア                | ゴールデンステート・ウォリアーズ（サンアントニオから）                                | ヴァンダービルト大学               |

### 2巡目
| 指名順 | 選手名                            | 経歴    | 国籍                     | 指名チーム                                                                                 | 出身校など                                 |
| ------ | --------------------------------- | ------- | ------------------------ | ------------------------------------------------------------------------------------------ | ------------------------------------------ |
| 31     | ジェフリー・テイラー (SF)         |         | スウェーデン             | シャーロット・ボブキャッツ                                                                 | ヴァンダービルト大学                       |
| 32     | トマシュ・サトランスキー (SG)     |         | チェコ                   | ワシントン・ウィザーズ                                                                     | CBセビリア（スペイン）                     |
| 33     | バーナード・ジェームズ (PF)       |         | アメリカ合衆国           | クリーブランド・キャバリアーズ→ダラスにトレード                                            | フロリダ州立大学                           |
| 34     | ジェイ・クラウダー (SF)           |         | アメリカ合衆国           | クリーブランド・キャバリアーズ （ニューオーリンズからマイアミを経由して）→ダラスにトレード | マーケット大学                             |
| 35     | ドレイモンド・グリーン (PF)       | S A D C | アメリカ合衆国           | ゴールデンステート・ウォリアーズ（ブルックリンから）                                       | ミシガン州立大学                           |
| 36     | オーランド・ジョンソン (SG)       |         | アメリカ合衆国           | サクラメント・キングス→インディアナにトレード                                              | UCSB                                       |
| 37     | クインシー・エイシー (PF)         |         | アメリカ合衆国           | トロント・ラプターズ                                                                       | ベイラー大学                               |
| 38     | クインシー・ミラー (SF)           |         | アメリカ合衆国           | デンバー・ナゲッツ （ゴールデンステートからニューヨークを経由して）                        | ベイラー大学                               |
| 39     | クリス・ミドルトン (SF)           | S C     | アメリカ合衆国           | デトロイト・ピストンズ                                                                     | テキサスA&M大学                            |
| 40     | ウィル・バートン (PG)             |         | アメリカ合衆国           | ポートランド・トレイルブレイザーズ （ミネソタからヒューストンを経由して）                  | メンフィス大学                             |
| 41     | テイショーン・テイラー (PG)       |         | アメリカ合衆国           | ポートランド・トレイルブレイザーズ→ブルックリンにトレード                                  | カンザス大学                               |
| 42     | ドロン・ラム (SG)                 |         | アメリカ合衆国           | ミルウォーキー・バックス                                                                   | ケンタッキー大学                           |
| 43     | マイク・スコット (PF)             |         | アメリカ合衆国           | アトランタ・ホークス（フェニックスから）                                                   | バージニア大学                             |
| 44     | キム・イングリッシュ (SG)         | #       | アメリカ合衆国           | デトロイト・ピストンズ（ヒューストンから）                                                 | ミズーリ大学                               |
| 45     | ジャスティン・ハミルトン (C)      |         | アメリカ合衆国           | フィラデルフィア・セブンティシクサーズ→マイアミにトレード                                  | ルイジアナ州立大学                         |
| 46     | ダリウス・ミラー (SF)             |         | アメリカ合衆国           | ニューオーリンズ・ホーネッツ （ダラスからワシントンを経由して）                            | ケンタッキー大学                           |
| 47     | ケビン・マーフィー (SG)           |         | アメリカ合衆国           | ユタ・ジャズ                                                                               | テネシー工科大学                           |
| 48     | コスタス・パパニコラウ (PF)       |         | ギリシャ                 | ニューヨーク・ニックス→ポートランド経由でヒューストンにトレード                            | オリンピアコスBC（ギリシャ）               |
| 49     | カイル・オークイン (C)            |         | アメリカ合衆国           | オーランド・マジック                                                                       | ノーフォーク州立大学                       |
| 50     | イゼット・トルキマス (PF)         | #       | トルコ                   | デンバー・ナゲッツ                                                                         | バンビット（トルコ）                       |
| 51     | キース・ジョセフ (PF)             |         | カナダ                   | ボストン・セルティックス                                                                   | シラキュース大学                           |
| 52     | オグニェン・クズミッチ (C)        | C       | ボスニア・ヘルツェゴビナ | ゴールデンステート・ウォリアーズ（アトランタから）                                         | クリニカス・リンコン（スペイン）           |
| 53     | フルカン・アルデミル (PF)         |         | トルコ                   | ロサンゼルス・クリッパーズ→ヒューストン経由でフィラデルフィアにトレード                    | ガラタサライ・・リブ・ホスピタル（トルコ） |
| 54     | トーニケ・シェンゲリア (PF)       | #       | ジョージア               | フィラデルフィア・セブンティシクサーズ（メンフィスから）→ブルックリンにトレード            | スピルー・シャルルロワ（ベルギー）         |
| 55     | ダリアス・ジョンソン＝オドム (SG) |         | アメリカ合衆国           | ダラス・マーベリックス（ロサンゼルス・レイカーズから） →ロサンゼルス・レイカーズにトレード | マーケット大学                             |
| 56     | トミスラフ・ズビチッチ (SF)       | #       | クロアチア               | トロント・ラプターズ（インディアナから）                                                   | シボナ・ザグレブ（クロアチア）             |
| 57     | イルカン・カラマン (PF)           | #       | トルコ                   | ブルックリン・ネッツ（マイアミから）                                                       | カーシヤカ（トルコ）                       |
| 58     | ロビー・ヒューメル (PF)           |         | アメリカ合衆国           | ミネソタ・ティンバーウルブズ（オクラホマシティから）                                       | パデュー大学                               |
| 59     | マーカス・デンモン (PG)           | #       | アメリカ合衆国           | サンアントニオ・スパーズ                                                                   | ミズーリ大学                               |
| 60     | ロバート・サクレ (C)              |         | カナダ                   | ロサンゼルス・レイカーズ （シカゴからミルウォーキーとブルックリンを経由して）              | ゴンザガ大学                               |

## ドラフト外入団の主な選手
- ケント・ベイズモア (SF), オールド・ドミニオン大学
- ジャマイカル・グリーン (PF), アラバマ大学
- マイク・ジェームズ (PG), ラマー大学
- ジョナソン・シモンズ (SG), ヒューストン大学
- ヘンリー・シムズ (C), ジョージタウン大学
- ホリス・トンプソン (SG), ジョージタウン大学